# أكتيون جوجيه

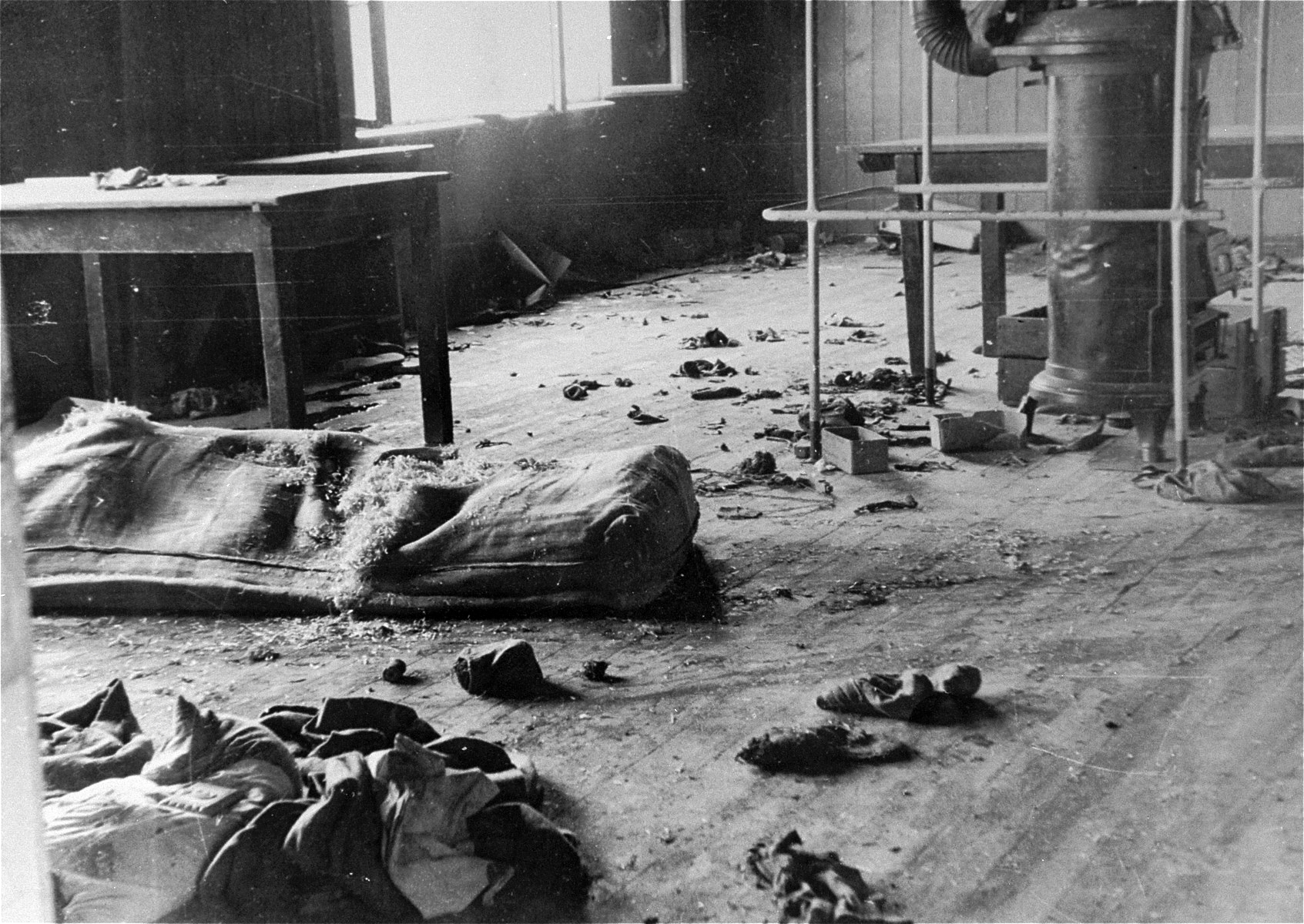

«أكتيون جوجيه» ((بالإنجليزية: bullet decree)‏) المعروف أيضًا باسم "Aktion Kugel" كان مرسومًا سريًا (Geheimbefehl)، أصدرته ألمانيا النازية في 2 مارس 1944. جاء في المرسوم أنه يجب تسليم أسرى الحرب الهاربين، وخاصة الضباط وكبار ضباط الصف، إلى الشرطة الأمنية الألمانية (SD) حيث يجب إعدامهم، "im Rahmen der Aktion Kugel"، في معسكر اعتقال ماوتهاوزن.
كان هذا الأمر مخالفاً مباشراً لأحكام اتفاقية جنيف الثالثة.
تم استثناء الأسرى الهاربين من البريطانيين والأمريكيين. مصيرهم كان من المقرر أن تقرره القيادة العليا الألمانية للفيرماخت على أساس كل حالة على حدة. تم تعديل مرسوم الرصاص لاحقًا ليشمل الجنود البريطانيين بعد «الهروب الكبير» من ستالاج لوفت الثالث بتاريخ 25 مارس 1944.
عدد أسرى الحرب الفارين الذين أعدموا غير معروف بدقة. تتراوح التقديرات بين 1,300 إلى 5,040 عملية إعدام تم تنفيذها. كانت الغالبية العظمى من أسرى الحرب هؤلاء من الاتحاد السوفييتي. ومن المعروف أن خمسة ضباط هولنديين فارين، وأربعة آخرين يشتبه في أنهم أعدموا في ماوتهاوزن نتيجة لأكتيون جوجيه.

## روابط خارجية
- Ess.uwe.ac.uk
- Icrc.org
- مشروع أفالون: الوثيقة رقم 1650-PS
- ليو دي هارتوج: officieren achter prikkeldraad 1940-1945. (ضباط هولنديون خلف الأسلاك الشائكة 1940-1945) باللغة الهولندية